# Sandracca
La sandracca è una resina estratta dal Tetraclinis articulata, albero della famiglia delle Cupressaceae originario del Nordafrica.
È usata per la preparazione di vernici e lacche, talvolta pura, ma più spesso miscelata ad altri componenti. Aggiunta assieme ad altre resine alla gommalacca diventa un ottimo prodotto per la protezione di mobili e strumenti musicali.
Fino all'inizio del Novecento era usata in cancelleria: veniva strofinata per rendere impermeabile e riscrivibile la carta dopo una raschiatura correttiva.